# Milwaukeeské umělecké muzeum
Milwaukeeské umělecké muzeum (Milwaukee Art Museum, zkratkou MAM) je umělecká galerie v Milwaukee v USA se sbírkou přes 30 000 uměleckých děl.

## Historie

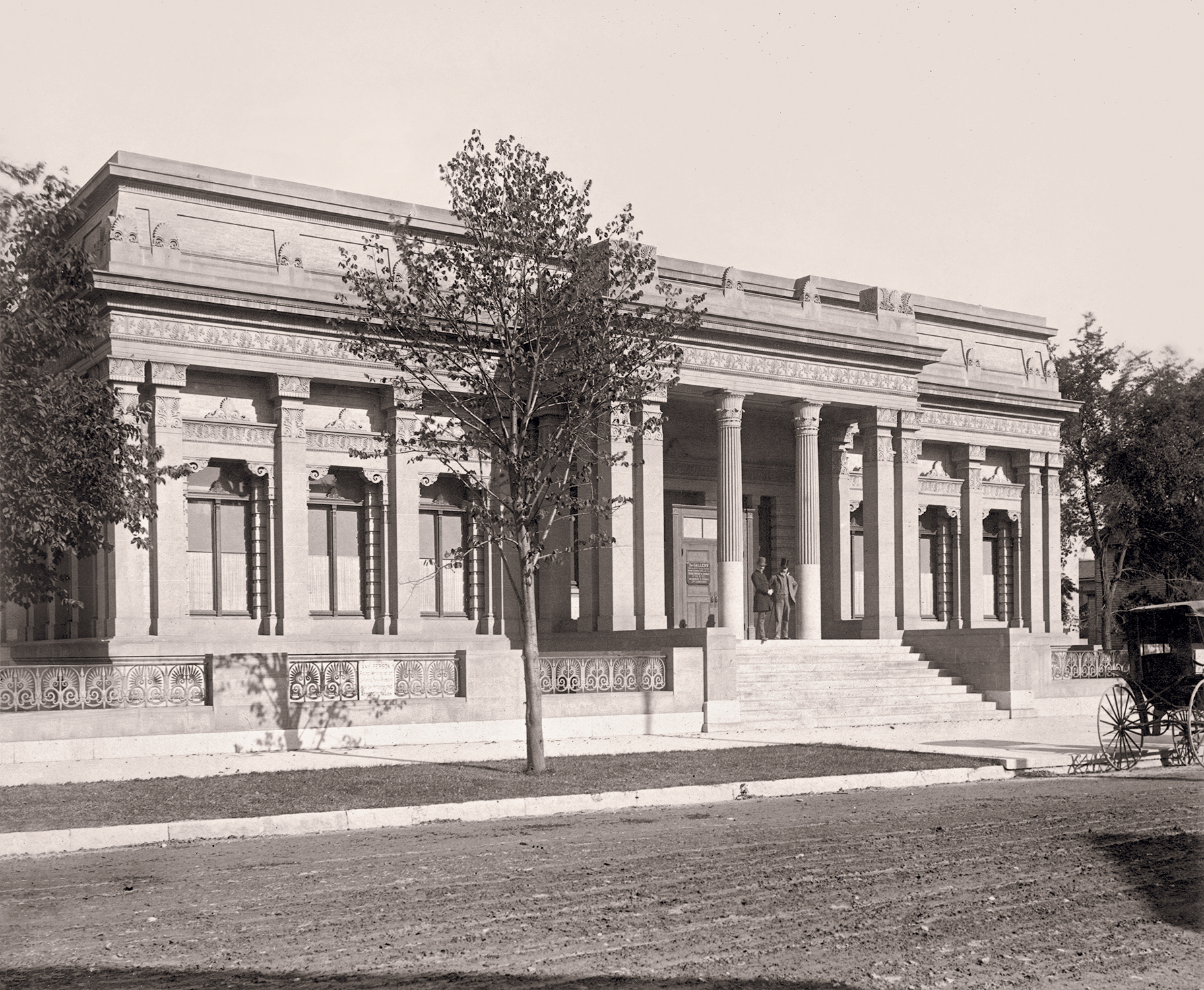
Budova Layton Art Gallery, 1888. Byla zbourána v roce 1958.

V roce 1872 několik městských organizací rozhodlo o vytvoření galerie umění v Milwaukee, jelikož město rostlo a neexistoval objekt pro umělecké výstavy. Již během několika let jejich snaha přinesla ovoce. Rezident Milwaukee Alexander Mitchell daroval v roce 1882 městu své sbírky.
V roce 1888 založili v Milwaukee místní podnikatelé Milwaukee Art Association. Ve stejném roce anglo-americký podnikatel Frederick Leighton založil galerii Layton Art Gallery, nyní neexistující. V roce 1911 vytvořil Institut umění Milwaukee, další budovu pro výstavy a skladování sbírek, která byla umístěna v blízkosti galerie Layton. Poté v roce 1957 vznikl Milwaukee Art Center (nyní Muzeum umění Milwaukee) spojením Milwaukee Art Institute a sbírek Artton Art Gallery a byl přesunut do nové budovy navržené a postavené finským architektem Eero Saarinenem.
Španělský architekt Santiago Calatrava v letech 1994–2001 vybudoval Quadracci Pavilion jako svou první stavbu v USA. Impozantní vstupní halu ze skla a oceli, vysokou 27 metrů, je možné zastínit pohyblivou sluneční clonou, jež se stala orientačním bodem pro návštěvníky muzea.

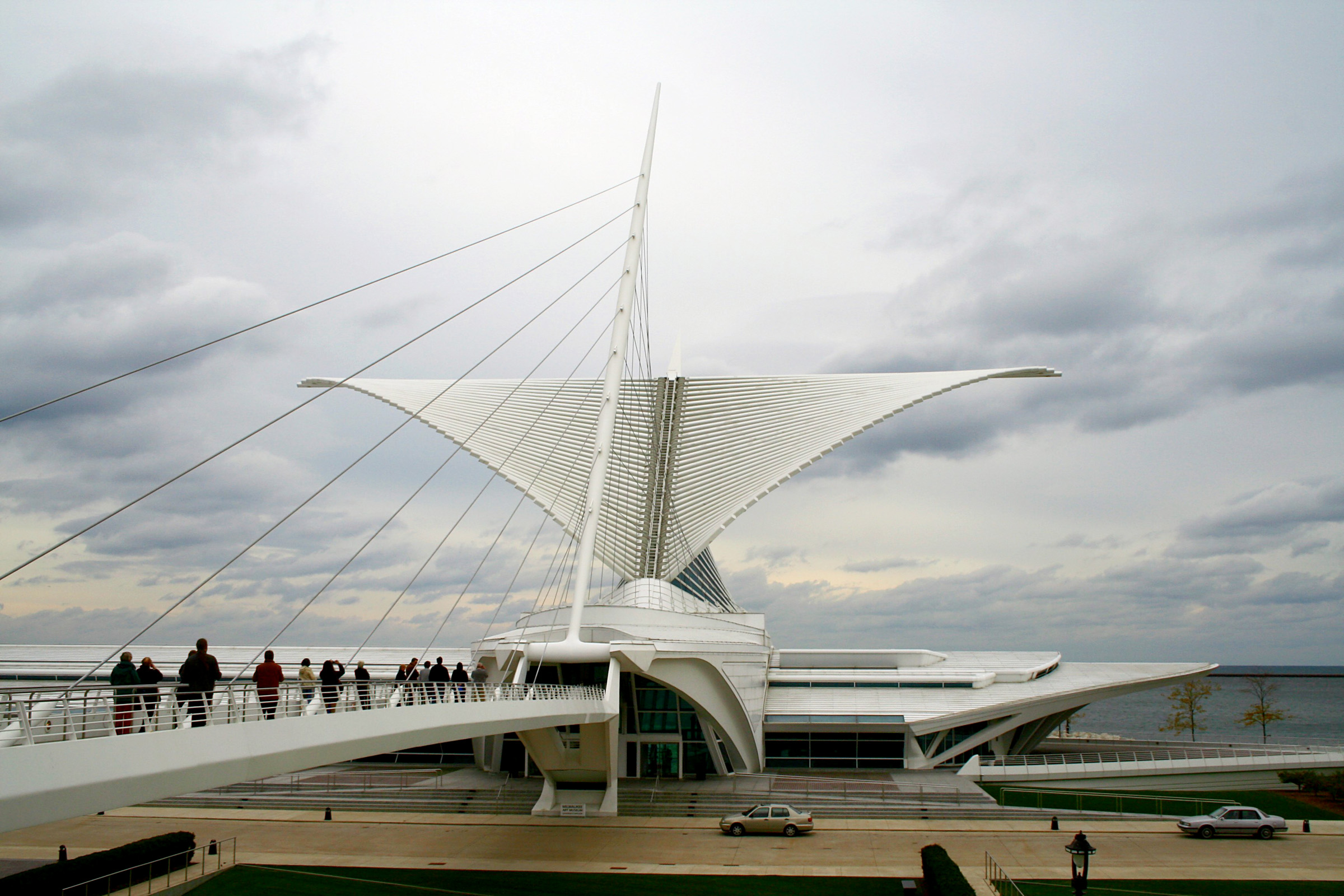
Most Reiman Bridge poskytuje chodcům přístup do centra Milwaukee
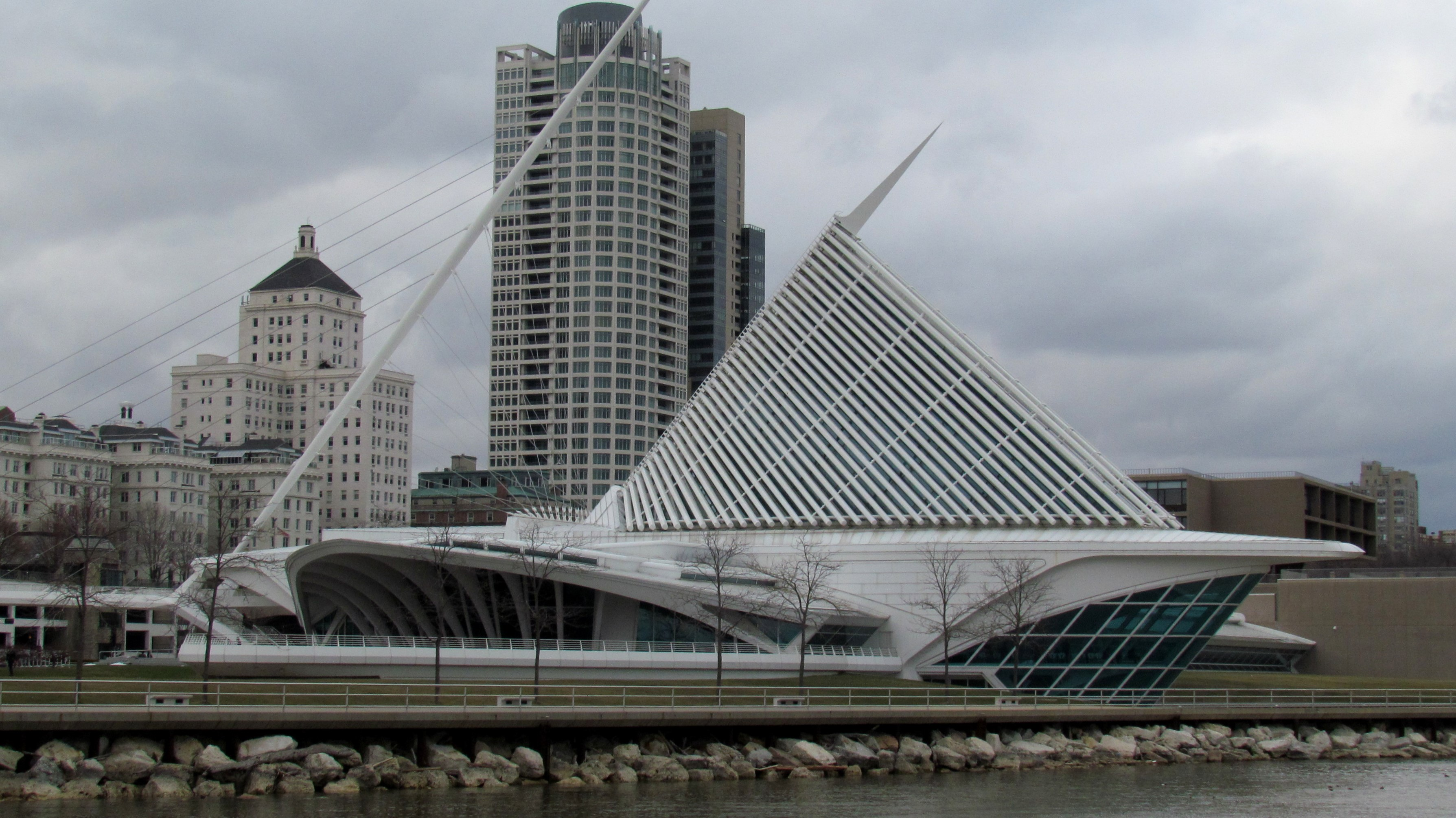
Milwaukee Art Museum se zavřenou sluneční clonou Brise Soleil
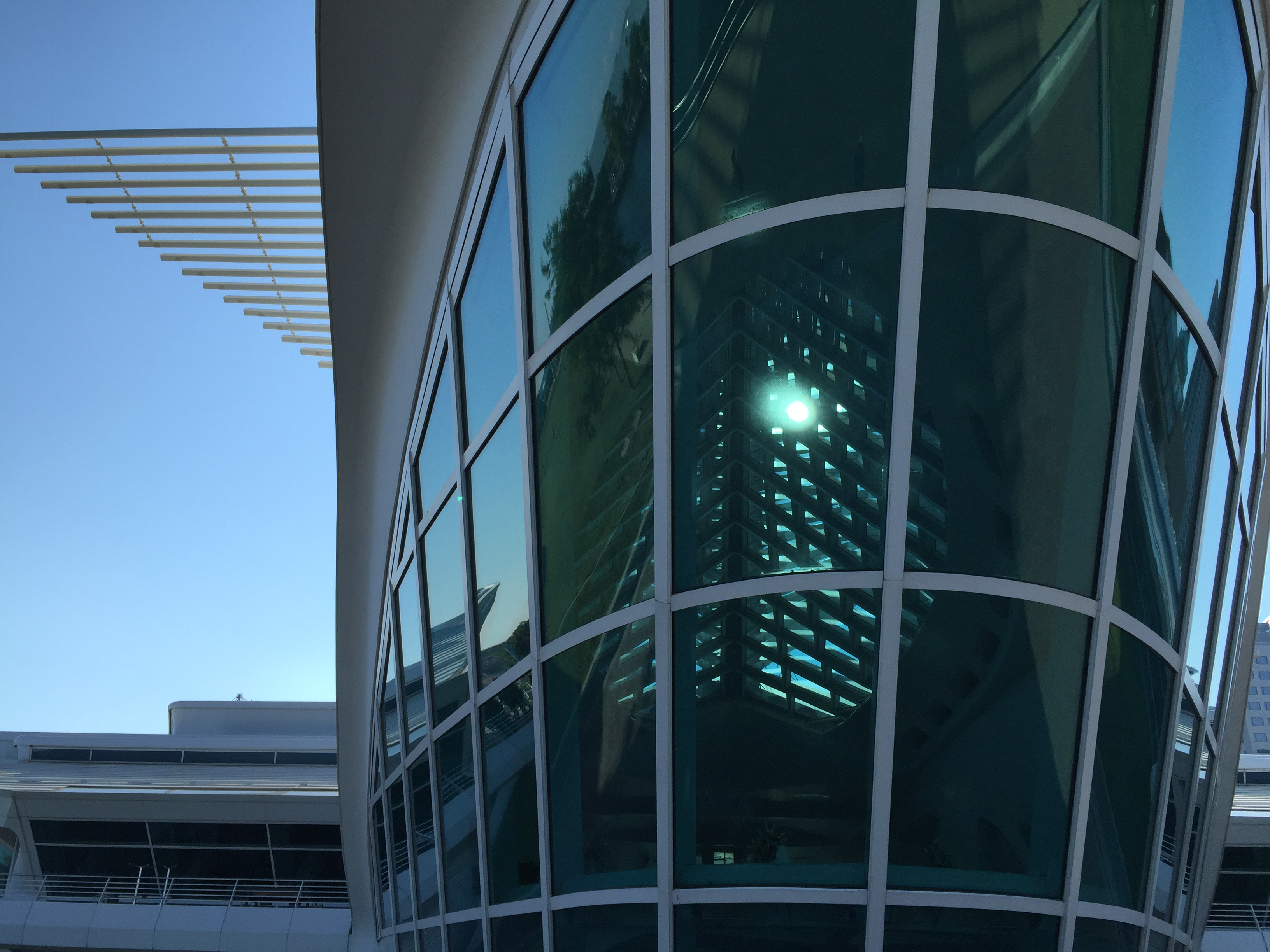
Centrální vestibul

## Aktivita
V současné době zahrnuje 31 000 m² muzejního komplexu o rozloze 341 000 metrů čtverečních: válečné památkové centrum (1957), budovu Kahler Building (1975) a Pavilion Quadracci (2001). V roce 2004 získal Quadracci Pavilion za svou jedinečnou architekturu ocenění Outstanding Structure Award od International Association for Bridge and Structural Engineering (Mezinárodní asociace mostů a stavebního inženýrství). Sbírka muzea se nachází ve čtyřech patrech a zahrnuje umělecká díla od starověku až po současnost.

## Sbírky

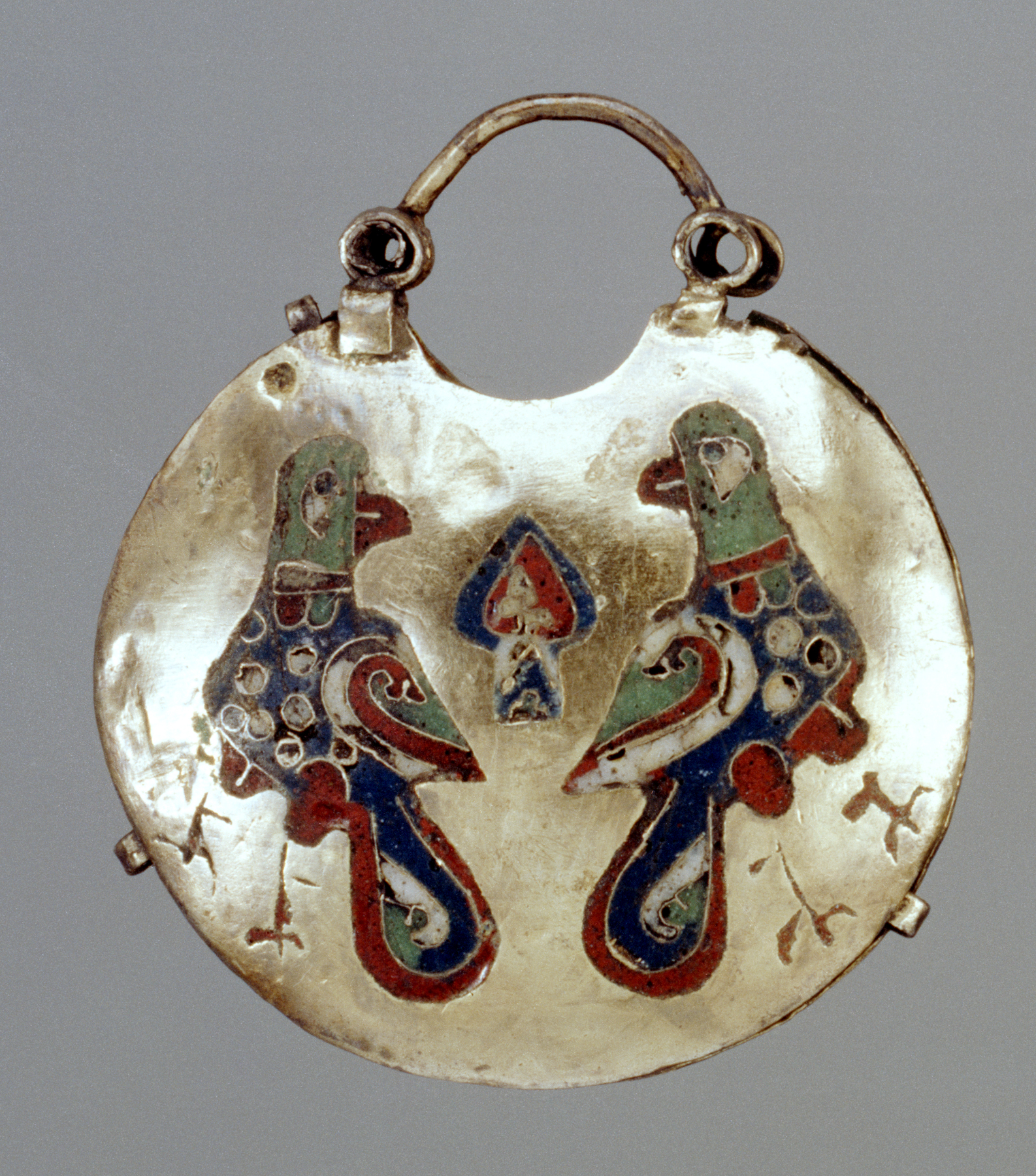
Ukrainian - Temple Pendant (Kolt) with Two Birds
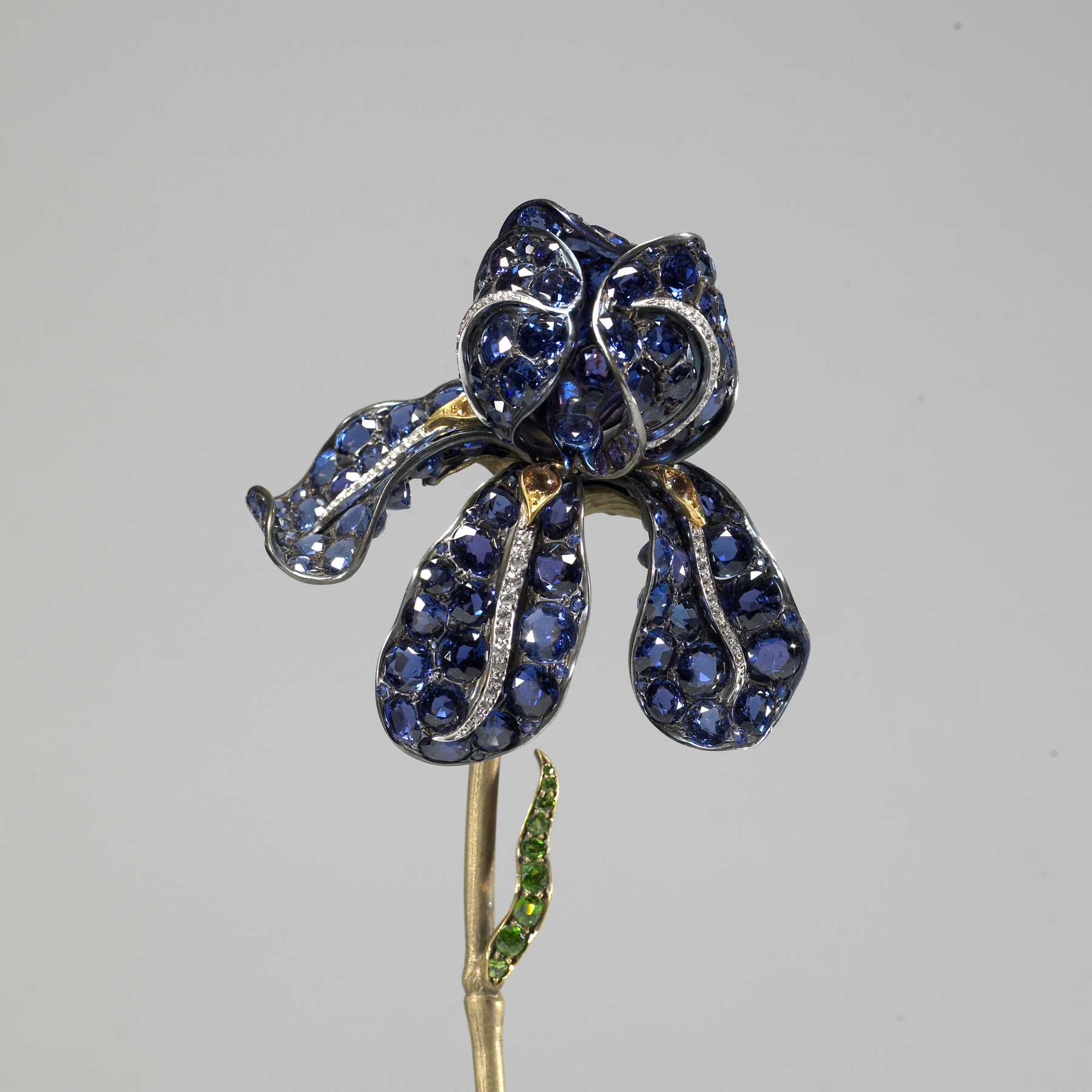
Tiffany and Company - Iris Corsage Ornament
Georgia O'Keeffe, The Flag, watercolor and graphite on paper, 12 × 8 3/4 in. (30.5 × 22.2 cm), 1918[2][3]
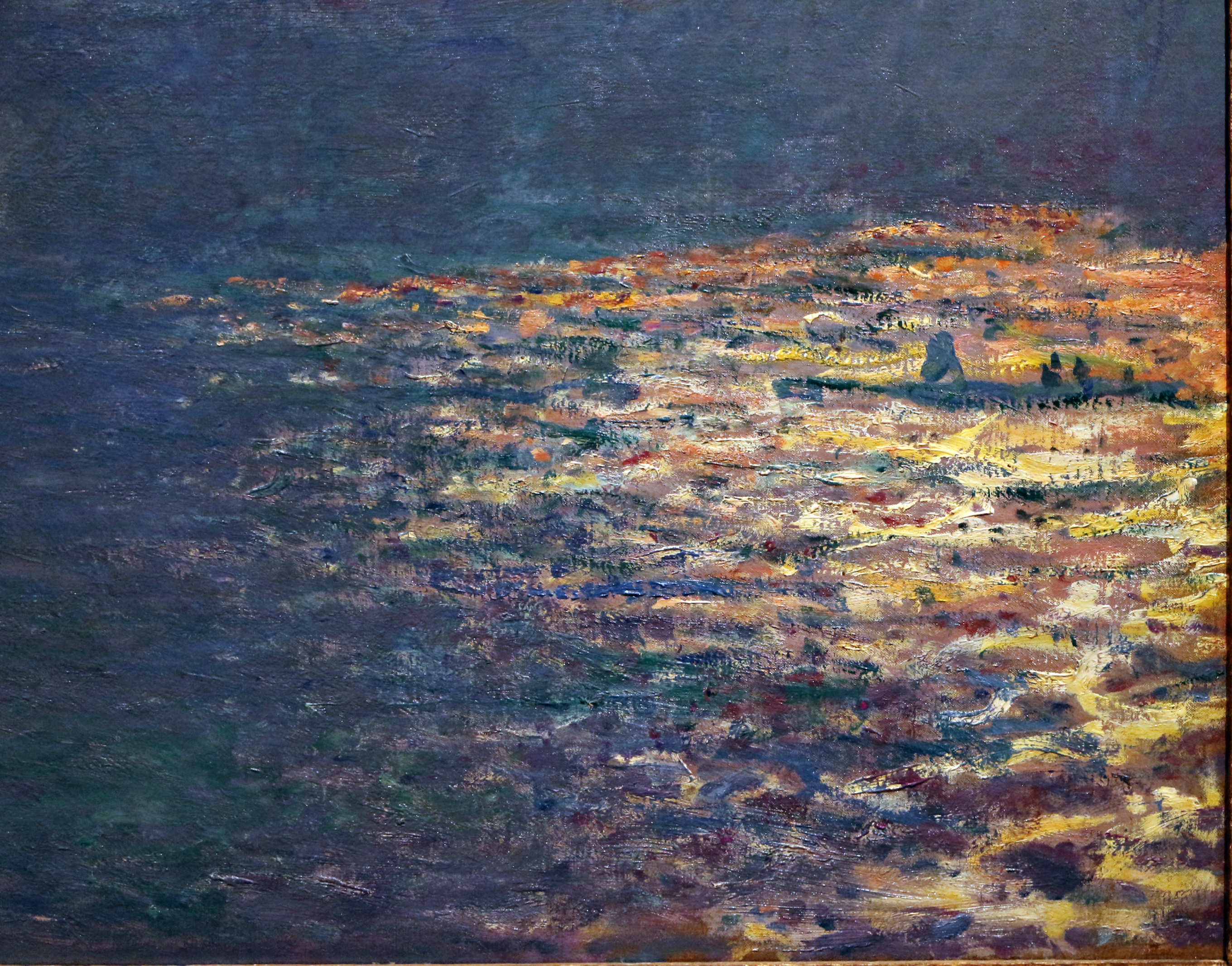
Claude Monet, Waterloo bridge, 1900
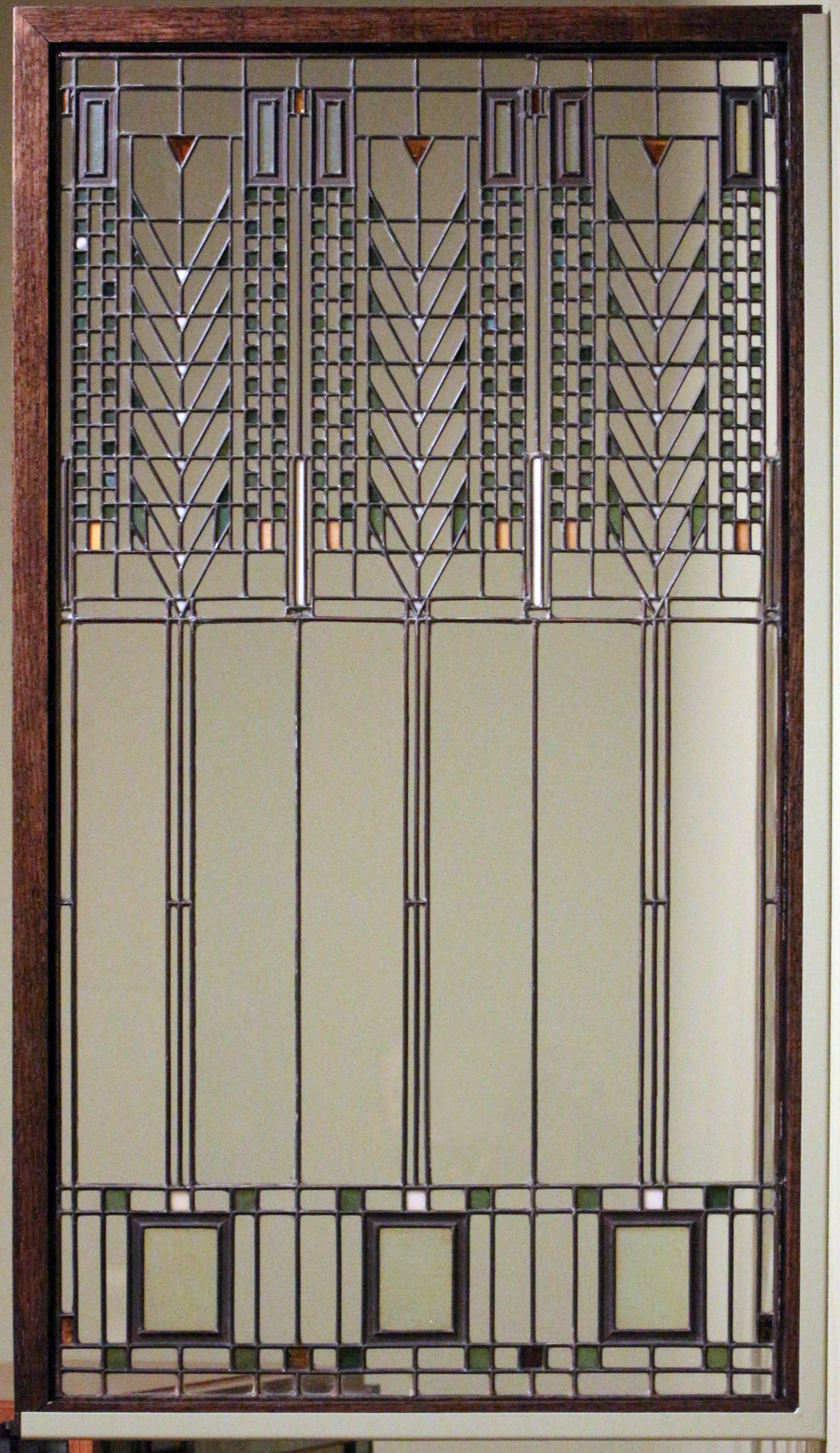
Frank Lloyd Wright, "Tree of Life" Window from the Darwin D. Martin House (Buffalo, New York), 1904
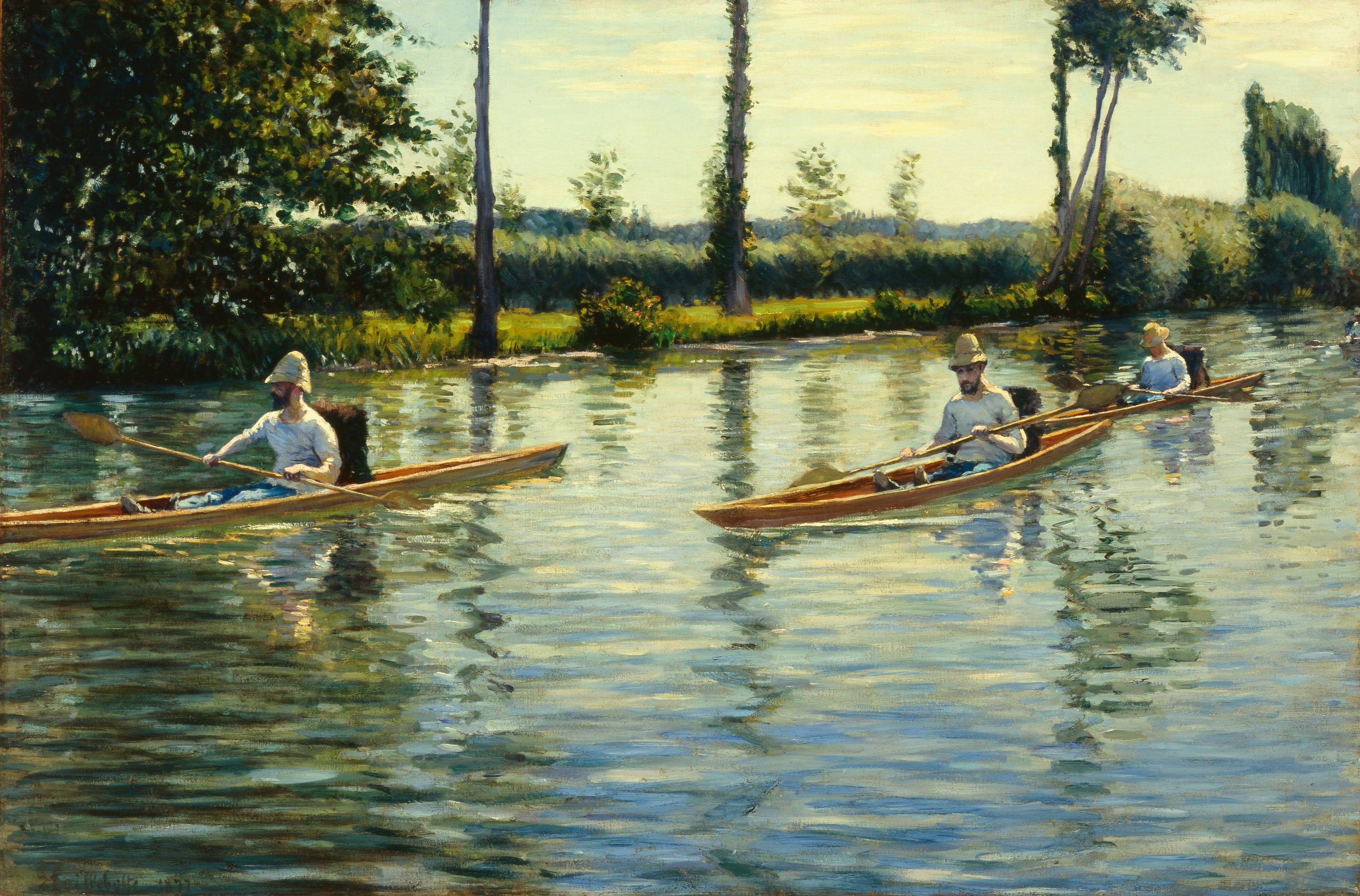
Gustave Caillebotte, Boating on the Yerres, 1877.

## Zajímavosti
Zajímavé je, že v muzeu se konaly další akce:
- v roce 2010 se uskutečnil casting 10. ročníku American Idol;
- v roce 2011 byl Pavilion Quadracci využit k natáčení fantastického akčního filmu Transformers 3: The Dark Side of the Moon;
- premiéra videohry Forza Motorsport 4 (v roce 2011).